# 20 Anos MTV
20 Anos MTV foi uma sequência de programações especiais feita pela MTV Brasil durante os dias de 13 de outubro a 20 de outubro de 2010, quando a emissora completou 20 anos de existência. Cada dia, a emissora passou em detalhes todos os programas que mais obtiveram sucesso em cada ano. No último dia de programação especial, aconteceu uma festa em comemoração à data citada no Pier Mauá, na cidade do Rio de Janeiro. A localização da festa fazia parte do plano de "despaulistanização" da MTV, que visa afastar a imagem da emissora de ser um canal paulista. Esse plano também inclui a apresentação da programação de verão de 2011 e a instalação de um estúdio na cidade do Rio.